# Album tổng hợp
Album tổng hợp là một loại album nhạc bao gồm các bài hát từ một hay nhiều nghệ sĩ, thường được tổng hợp từ các nguồn khác nhau (album phòng thu, album thu thử, album trực tiếp, đĩa đơn,...)

## Phân loại
Album tổng hợp có thể chia thành các loại như:
1. Album tuyển tập (hay tuyển tập hit, bộ sưu tập đĩa đơn) tập hợp các bài hát nổi tiếng của một ca sĩ hoặc một nhóm nhạc. Nếu có thể, họ sẽ đưa thêm một vài bài hát chưa được phát hành để công chúng cùng thưởng thức.
2. Box set
3. Tuyển tập các thể loại
4. v.v...